# 麥卡沃伊 (加利福尼亞州)
麥卡沃伊（英語：McAvoy）是位於美國加利福尼亞州康特拉科斯塔縣的一個非建制地區。該地的面積和人口皆未知。

## 地理
麥卡沃伊的座標為38°02′19″N 121°57′37″W / 38.03861°N 121.96028°W，而該地的平均海拔高度為6米（即20英尺）。